# Plectrophane à ventre noir
Calcarius ornatus
Espèce
Statut de conservation UICN

 VU  : Vulnérable
Le Plectrophane à ventre noir (Calcarius ornatus) est une espèce de passereaux de la famille des Calcariidae.

## Répartition et habitat
Cet oiseau peuple les prairies du centre de l'Amérique du Nord. Il hiverne dans le Sud des États-Unis et dans le Nord du Mexique.

Carte de répartition
Aire de nidification
Voie migratoire
Aire d'hivernage